# Mecodina cyanodonta
Mecodina cyanodonta är en fjärilsart som beskrevs av George Francis Hampson 1902. Mecodina cyanodonta ingår i släktet Mecodina och familjen nattflyn. Inga underarter finns listade i Catalogue of Life.